# Jan Knob
Jan Knob (24. června 1904 Veliš – 29. dubna 1977 Turnov) byl český spisovatel-prozaik, publicista a odborný vědecký pracovník, povoláním učitel.

## Život
Narodil se v rodině Josefa Knoba (1857–1942) a Anežky roz. Krchové (1858–1942). Měl šest sourozenců: Marii Lukešovou (1881–1948), Julii Kroupovou (1882–1959), Josefa (1884–1968), Annu Lukešovou (1886–1953), Růženu Müllerovou (1896–1979) a Františka (1898–1983). S manželkou Vlastou roz. Konejlovou (1914) měl syna Iva (1932).
Po studiích na učitelském ústavu a absolutoriu pedagogiky na vysoké škole pracoval nejprve jako učitel na základních školách, později i na turnovském gymnáziu. V roce 1939 se stal ředitelem brusírny polodrahokamů v Turnově. V padesátých letech byl politicky perzekvován a pracoval jako pomocný dělník a technik, mj. i v podniku LIAZ Jablonec. Od roku 1962 působil jako ředitel a vědecký pracovník vlastivědného Muzea Turnov, kde se zabýval historií zdejšího kraje a odborným zkoumáním zdejšího broušení drahých kamenů.
Patřil mezi výrazné představitele českého ruralismu. Jeho publicistická činnost měla krajový charakter: uspořádal s K. Vikem výbor z kreseb Jana Prouska "Umělec domova" (1934), turnovský sborník "Sbohem J. Pekařovi" (1937), redigoval s J. Knapem poslední ročníky literární revue "Sever a východ" (1928–1930) a vlastivědný sborník Turnovska "Radostná studánka" (1940–1941). V letech 1945–1948 byl členem Moravského kola spisovatelů. 

## Dílo

### Próza
- 1929 Smršť
- 1930 Černá křídla
- 1937 Písmo času – historická próza z kraje pod Kozákovem
- 1940 Z plamenů roste – venkovský román
- 1946 Kámen ze všech nejkrásnější – román pro mládež o českém hledači drahokamů a zlatokopovi Čeňku Pacltovi
- 1964 Dvojí cesta s K. V. Raisem
- 1974 Kruh viny – román
- 1981 Isabela – lyrický příběh z prostředí hřebčína v Kladrubech (vydáno posmrtně)

### Publicistika, výběr
- 1965 Turnov
- 1968 Jičín a jeho kraj (text k obrazové publikaci)
- 1972 Český Ráj a Podkrkonoší (text k obrazové publikaci)
- 1979 Mladoboleslavsko (text k obrazové publikaci)